# Яуза (деревня)
Я́уза (эст. Jausa), ранее Я́усте (эст. Jauste) — деревня в волости Хийумаа уезда Хийумаа, Эстония. 
До административной реформы местных самоуправлений Эстонии 2017 года входила в состав волости Эммасте.

## География и описание
Расположена в 24 километрах к югу от уездного и волостного центра — города Кярдла. Высота над уровнем моря — 5 метров.
Является самой большой деревней волости: протяжённость почти 4 км, ширина — около 2 км. Через деревню протекает небольшая река с одноимённым названием. Юго-западная часть деревни в народе называется Реммаотс.
Залив Яуза, окаймляющий деревню с востока, является частью пролива Вяйнамери между юго-восточным побережьем Хийумаа и юго-западной стороной острова Кассари. Его vаксимальная глубина составляет 3 метра. Здесь останавливаются морские птицы, мигрирующие осенью и весной: лебеди, серые гуси, кряквы и белощёкие казарки. На берегу залива расположен порт Орьяку и лодочная пристань Пуулайу.
Климат умеренный. Официальный язык — эстонский. Почтовый индекс — 92003.

## Население
По данным переписи населения 2021 года, в Яуза насчитывалось 90 жителей, из них 86 (95,6 %) — эстонцы.
По данным переписи населения 2011 года, в деревне проживали 92 человека, из них 90 (97,8 %) — эстонцы.
Численность населения деревни Яуза по данным переписей населения:
| Год  | 1959 | 1970  | 1979  | 1989  | 2000  | 2011 | 2021 |
| ---- | ---- | ----- | ----- | ----- | ----- | ---- | ---- |
| Чел. | 271  | ↘ 196 | ↘ 166 | ↘ 146 | ↘ 128 | ↘ 92 | ↘ 90 |

## История
В источниках 1564 года упоминается Joosz dorp, 1565 года — Jaus by, 1587 года — Jawsar, 1688 года — Jaustakülla, 1770 года — Iausa, 1834 года — Jauste.  
Деревня принадлежала мызам Адма (нем. Ahdma, Аадма, эст. Aadma mõis) и Путкас (нем. Putkas, Путкасте, эст. Putkase mõis). В старые времена это было важное место для экспорта хвороста и картофеля. 
На военно-топографических картах Российской империи (1846–1863 годы), в состав которой входила Эстляндская губерния, деревня обозначена как Яусте.
В Яуза долгое время работала большая начальная школа. В ней учились писатель Херман Серго, искусствовед Каалу Кирме, художница Малл Валк-Соостер.
В деревне находятся ветряная мельница Тоома и Яузаский дом молитвы.

## Происхождение топонима
С топонимом можно сравнить немецкое личное имя Jauß. Однако, его происхождение останется неясным до тех пор, пока не найдётся объяснение для других эстонских местечек с названием Яуза — это, в частности, хутора Яуза в деревнях Пёйде (остров Сааремаа) и Тыстамаа (уезд Пярнумаа). 

## Комментарии
1. ↑  Эстонские топонимы, оканчивающиеся на -а, не склоняются и не имеют женского рода (исключение — Нарва)[7].